# Gobio kovatschevi
 Gobio kovatschevi és una espècie de peix de la família dels ciprínids i de l'ordre dels cipriniformes.